# Reação de análise
A reação de análise ou reação de decomposição é uma reação onde um reagente dá origem a dois ou mais produtos, obedecendo à relação {\displaystyle aA\longrightarrow xX+yY} .
Exemplo de reação de decomposição:
A análise (ou decomposição) ocorre quando uma substância se divide em duas ou mais substâncias de estruturas mais simples. Por exemplo.
{\displaystyle 2HgO------2Hg+O_{2}}
{\displaystyle 2KCIO-------2KCI+O_{2}}
{\displaystyle }
{\displaystyle 2Cu(NO_{3})_{2}---2CuO+4NO_{2}+O_{2}}
{\displaystyle \ \ \ \ \ \ \ \ \ \ \ \ \ \ \ \ \ \ \ \ \ \ {\text{Sólido}}\ \ \ \ \ \ \ \ \ \ \ \ \ \ \ \ \ \ {\text{Sólido}}\ \ \ \ {\text{Gás}}\ \ \ \ {\text{Gás}}}
{\displaystyle 2Cu(NO_{3})_{2}={\text{azul}}}
{\displaystyle 2CuO={\text{preto}}}
{\displaystyle 4NO_{2}={\text{vermelho}}}
{\displaystyle O_{2}={\text{incolor}}}
Ocorre quando uma substância que faz parte dos reagentes origina duas ou mais substâncias como produtos.
Decomposição total➵ quando, na reação, forem produzidas apenas substâncias simples.
Decomposição parcial➵é quando, na reação, forem produzidas uma ou mais substâncias compostas.
As reações de decomposição podem receber nomes particulares, de acordo com o agente que provoca a reação:
⦁	Pirólise➞ decomposição pelo calor;
⦁	Fotólise➞ decomposição pela luz;
⦁	Eletrólise➞ decomposição pela corrente elétrica

## Tipos de reação analítica
Certas reações de análise recebem nomes especiais, como:
- Pirólise: decomposição pelo calor — na indústria é chamada de calcinação;
- Fotólise: decomposição pela luz;
- Eletrólise: decomposição por meio da eletricidade.

Exemplos:
Pirólise (calor):               {\displaystyle CaCO_{3}\longrightarrow CaO+CO_{2}}
Fotolise (luz):                 {\displaystyle 2H_{2}O\longrightarrow 2H_{2}+O_{2}}
Eletrólise (corrente elétrica): {\displaystyle H_{2}O\longrightarrow H_{2}+1/2O_{2}}